# 扁船蛸

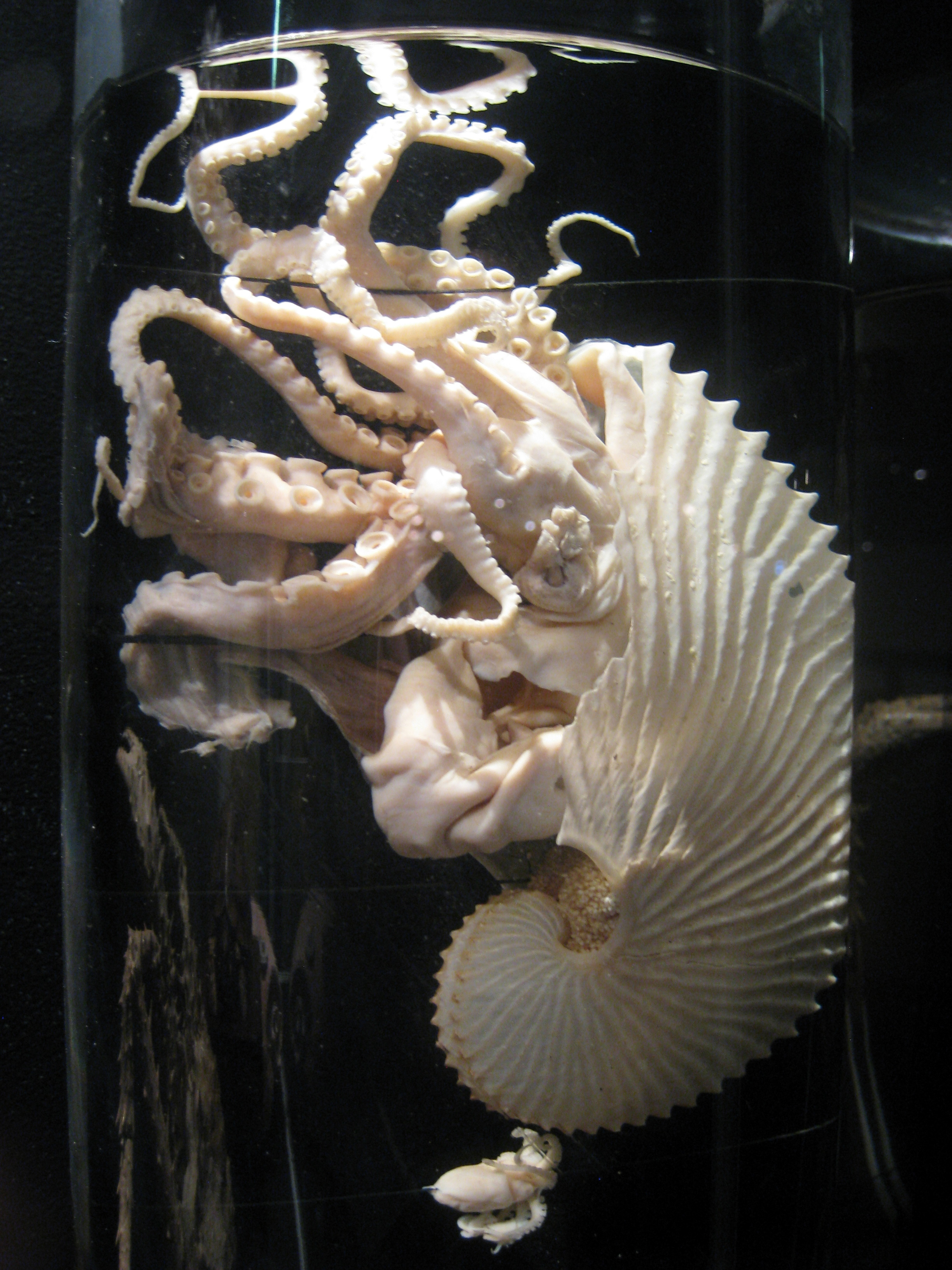
扁船蛸標本

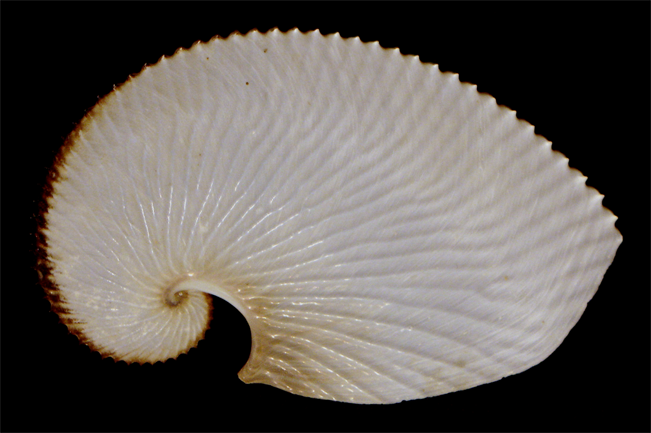
扁船蛸卵盒

扁船蛸（Argonauta argo）是一種章魚，也被稱為「紙鸚鵡螺」，唯有雌性個體才能分泌超薄卵盒，該構造與現在的鸚鵡螺不一樣，船蛸缺少填充氣體的腔室，亦並非真正的頭足綱貝殼。扁船蛸分布在世界各地的熱帶和亞熱帶海域。

## 外部連結
- Marine Species Identification Portal: Argonauta argo （页面存档备份，存于）
- Tree of Life web project: Argonauta （页面存档备份，存于）
- Image of a stranded Argonauta argo （页面存档备份，存于）